# میزان (خبرگزاری)
میزان خبرگزاری رسمی قوهٔ قضاییه ایران است، که صاحب امتیاز آن مرکز رسانهٔ قوهٔ قضائیه می‌باشد. این خبرگزاری در سال ۱۳۹۳ تأسیس شد. خبرگزاری میزان دارای گروه‌های حقوق و قضا، سیاست، جامعه، اقتصاد، فرهنگ، بین‌الملل، ورزشی، عکس و چند رسانه‌ای است و تولید و انتشار اخبار داخلی و خارجی به ویژه اخبار قوهٔ قضائیهٔ جمهوری اسلامی ایران را در دستور کار دارد. مهدی کشت‌دار از سال ۱۳۹۴ تاکنون مدیرعاملی این خبرگزاری را برعهده دارد.

## مسدود شدن حساب توییتر
در بهمن‌ماه ۱۴۰۲، حساب این خبرگزاری در شبکه ایکس (توییتر) مسدود شد. ایکس اعلام کرد این خبرگزاری که به دفعات متعدد، قوانین مرتبط با «نفرت‌پراکنی» را در این شبکه اجتماعی نقض کرده‌است دیگر اجازه ایجاد حساب را نخواهد داشت. چند روز پیش از آن، تیک آبی حساب کاربری میزان در توییتر حذف شده بود. این حساب در زمان مسدودشدن حدود ۱۹ هزار دنبال‌کننده داشت.